# ガントラック

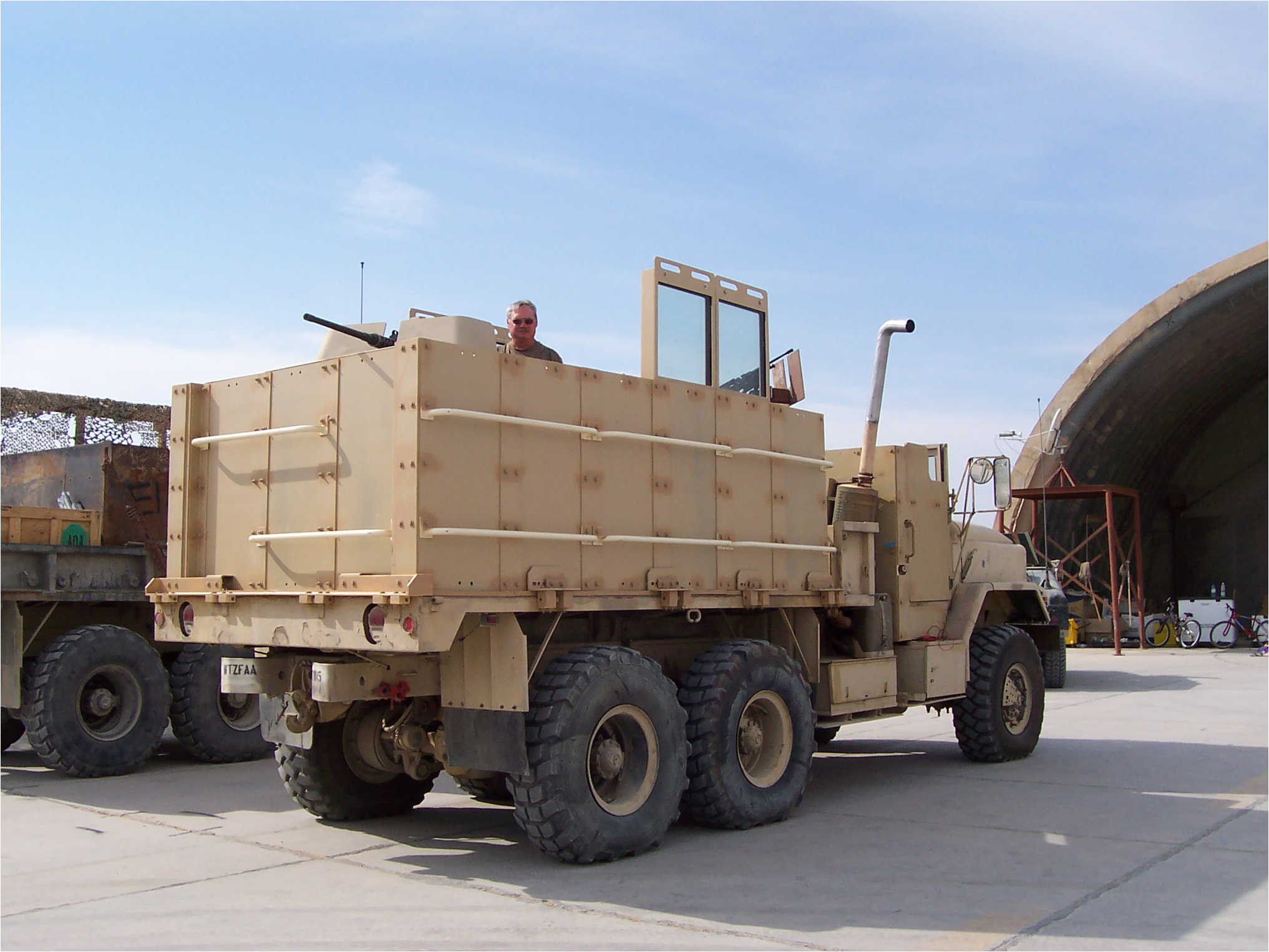
M939 5tトラックを基にしたガントラック

ガントラック（Gun Truck）は、小型もしくは中型の輸送用トラックのキャビンと荷台に装甲を施し、機関銃や機関砲、グレネードランチャーなどの武装を装備した即製戦闘車両（Improvised Fighting Vehicle）である。

## 概要
戦争時において、敵の補給部隊を襲って兵站を麻痺させ、間接的に敵軍の戦闘能力を奪う（あるいは補給部隊の護衛や後方警戒のために兵力を割かせて敵軍前線の戦力を削ぐ）のは、古代以来の常套策である。また、補給部隊が山賊などの非正規武装勢力の攻撃と略奪の対象となるのも、古代以来の伝統である。
現代においても、補給部隊のトラックコンボイは、敵の地上部隊や航空阻止攻撃の目標となりやすい。しかし、補給部隊の武装は軽装甲車程度であり、自走式対空砲や戦車などの重武装の装甲戦闘車両を保有することは無い（ソビエト連邦軍やロシア連邦軍においては、輸送大隊の所属する上位組織である師団所属の高射大隊から自走式対空砲が貸し出されることがしばしばあった）。
特に、ベトナム戦争やイラク戦争に代表されるゲリラ相手の非対称戦争の場合、航空攻撃を考慮する必要は無く、想定される敵の武装もアサルトライフルや機関銃、対戦車ロケットランチャーなどの小型武器に限定されることもあり、輸送部隊が大量に保有する小型・中型の輸送トラックのキャビンや荷台に軽装甲を施し、機関銃や機関砲、擲弾発射器などの対人・対非装甲目標用の武装を装備した即席の護衛用戦闘車両が製造される。これがガントラックである。場合によっては足回りを破壊された装甲兵員輸送車などの軽装甲車両の車体をトラックに積むこともある。
具体例として、アメリカ軍はベトナム戦争においてM35 2.5tトラックやM54 5tトラックの荷台に4廷程度のM2重機関銃を装備したガントラックをコンボイ護衛に使用した。その一部は武装として、M16対空自走砲に搭載されていた、M45 4連装M2重機関銃座を搭載した。装甲板を付ける代わりに、M113装甲兵員輸送車の車体を荷台に積んだものもあった。湾岸戦争やイラク戦争においても、M939 5tトラックやHEMTT重輸送トラック、FMTV輸送トラック、MTVR輸送トラック、ハンヴィー等様々な非装甲の軍用車両が、塗装もされていないありあわせの鉄板を装甲板として取り付け、M2重機関銃やM134ミニガン、M240機関銃などで武装したガントラックとして使用された。イラク戦争で使用されたガントラックの中には、装甲板に、ハンヴィーのフロントウィンドウを流用するなどして、ある程度防弾能力を持ったガラス窓を付け、周囲の視察能力を高めたものも見られる。
ソビエト連邦軍では、アフガニスタン侵攻において、ウラル-4320トラックの荷台に対空機関砲ZU-23-2を積載してガントラックを仕立てあげ、ZSU-23-4シルカと共に輸送車列の護衛に使用した。
イスラエル軍では、1948年から49年にかけての第一次中東戦争（イスラエルにとっては独立戦争）において、アラブ系勢力から輸送コンボイを護衛するため、サンドイッチ装甲車と呼ばれる即製装甲車を多用した。これらの装甲車は、アメリカ製やイギリス製の軍用非装甲輸送トラックに装甲板を取り付け、ドイツ製のMG34機関銃で武装した改造武装車両で、その用途・目的や構造などから、ガントラックの一種であると言える。
純粋に戦闘車両として見た場合、路外走破能力は低い上に装甲は薄く、上部に装甲は装備されないために防御力も低く、あくまでも簡易戦闘車両に過ぎない。現地の補給部隊が有り合わせの資材と武器でトラックを改修して製造するものであるため、統一された仕様はない。近年ではロシアの近隣諸国などが対テロ作戦でテロリストのアジトなどを摘発する際にガンポートを付けた車両が活躍している。
地域紛争でゲリラや民兵が使用する、ピックアップトラックや小型トラックの荷台に重機関銃や機関砲を搭載したテクニカルと本質的には同じである。しかしテクニカルは制式兵器ではなく、現地調達のトラックを改造する手作りの兵器であるため、ベース車両や搭載兵器も多種多様である。

## 登場作品
ゲーム
『マーセナリーズ2 ワールド イン フレームス』
「アーチャーガントラック」という名称で、ユニバーサル石油、ゲリラ、ベネズエラ軍（ソラーノ軍）が使用している。PS2版を除き登場。
『Digital Combat Simulator』
プレイヤーが操作できないAI専用ユニットとして、ウラル-4320の荷台にZU-23-2を積載した自走対空砲タイプのガントラックが登場。プレイヤーやAIが操縦する航空機の爆撃目標、あるいは脅威となる。
簡易的なFPS化を行う有料アドオン・モジュール「DCS: Combined Arms」を導入すると、プレイヤーが本車を運転できるうえ、機関砲を操作しながら戦闘を行うこともできる。